# Bahnhof Châtelet - Les Halles

Der Bahnhof Châtelet - Les Halles ist ein 1977 eröffneter Tunnelbahnhof im Zentrum der französischen Hauptstadt Paris. Er wird von den Linien A, B und D des S-Bahn-ähnlichen Réseau express régional (RER) bedient und bietet zudem Umsteigemöglichkeiten zu fünf Métrolinien. Mit sieben parallelen Bahnsteiggleisen gehört er zu den größten unterirdischen Bahnhöfen der Welt. Der Bahnhof wird täglich von etwa 750.000 Fahrgästen genutzt.

## Lage

Übersichtsplan des Bahnhofskomplexes Châtelet-Les Halles

Der Bahnhof befindet sich in der nördlichen Stadthälfte Rive droite im Quartier des Halles des 1. Arrondissements. Er liegt unter dem Einkaufszentrum Forum des Halles zwischen der Rue Rambuteau und der Rue Sainte-Honoré. Im Süden grenzt er an den Umsteigebahnhof Châtelet der Métro, am nördlichen Ende unterquert er deren Station Les Halles.

## Name
Aus den beiden angrenzenden Métrostationen, mit denen er für Umsteiger direkt verbunden ist, ergibt sich der zusammengesetzte Name.
Namengebend für den U-Bahnhof der Métrolinien 1, 4, 7, 11 und 14 ist die Place du Châtelet. Die 1130 an der Stelle errichtete Kastellburg Grand Châtelet sicherte die Brücke Grand Pont (heute: Pont au Change), den Flussübergang vom nördlichen Seineufer zur Île de la Cité. Nach dem Bau der Stadtmauer wurde das Gebäude im 13. Jahrhundert zum Amtssitz des Prévôt de Paris und diente u. a. als Gericht und Gefängnis. 1802 wurde es auf Befehl Napoleon Bonapartes abgerissen.
Die ehemaligen Markthallen Halles de Paris gaben den Namen für die Station Les Halles der Métrolinie 4. Als öffentlicher Marktplatz wurde die Örtlichkeit im Jahr 1135 geschaffen, 1183 kamen feste Gebäude hinzu. Von 1850 bis 1856 entstanden zehn Hallen in Stahlbauweise, die zwischen 1971 und 1974, nach der Verlagerung des Großmarkts nach Rungis, abgerissen wurden.

## Geschichte

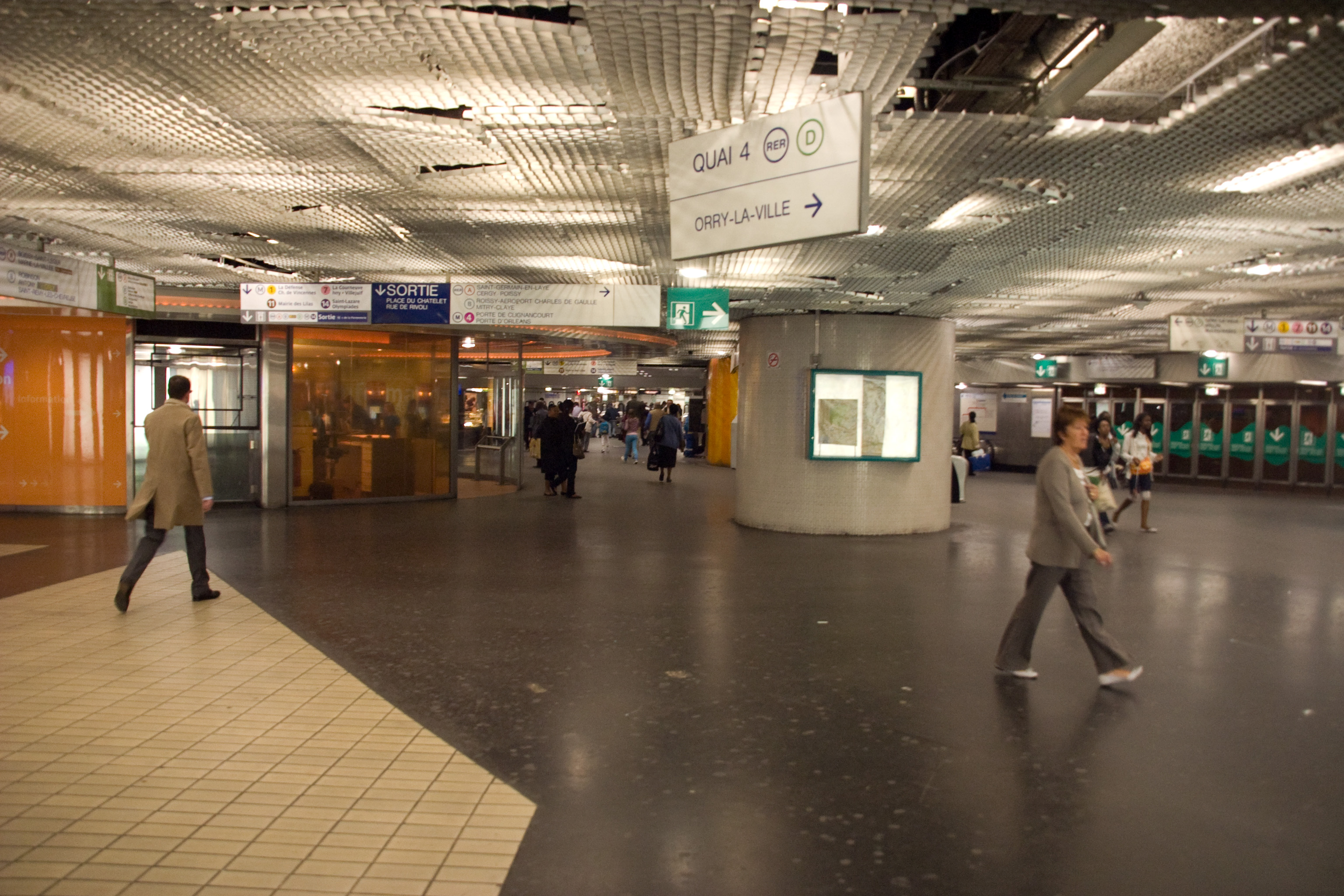
Verteilerebene −4

Für die Anfänge des RER-Netzes zeichnet der Betreiber der Métro, die Régie autonome des transports Parisiens (RATP) verantwortlich, erst mit dessen späterer Erweiterung stieß die Staatsbahn SNCF hinzu. Abweichend von der Métro wird der Verkehr mit elektrischen Triebzügen durchgeführt, die ihren Strom aus einer Oberleitung beziehen. Der Bahnhof Châtelet-Les Halles ist mit einer Gleichspannung von 1500 V elektrifiziert.
Am 12. Dezember 1969 ging der erste Abschnitt der RER-Linie A im Osten der Stadt in Betrieb, am 20. Februar 1970 ein weiterer im Pariser Westen. Der Lückenschluss unter der Innenstadt, und damit die Eröffnung der Station Châtelet-Les Halles, erfolgte am 9. Dezember 1977. Zeitgleich wurde der erste Abschnitt der Linie B, mit Châtelet-Les Halles als zunächst nördlichem Endpunkt, in Betrieb genommen. 1981 wurde die Linie B zum Fernbahnhof Gare du Nord verlängert.
Die RER-Linie D sollte gemäß der ursprünglichen Planung vom Gare du Nord bis Châtelet-Les Halles die Gleise der Linie B mitnutzen und von dort in Richtung Gare de Lyon auf jene der Linie A wechseln. Der Betrieb über die B-Strecke bis Châtelet-Les Halles wurde am 27. September 1987 aufgenommen und besteht nach wie vor. Die Weiterführung über die A-Strecke wurde jedoch verworfen, da jene bereits vollständig ausgelastet war. Seit dem 24. September 1995 befährt die Linie D daher einen separaten Tunnel zum Gare de Lyon, damit wurde Châtelet-Les Halles auch für sie zum Durchgangsbahnhof.

## Beschreibung

Belegung der Gleise und Bahnsteige: rot RER A, blau RER B, grün RER D

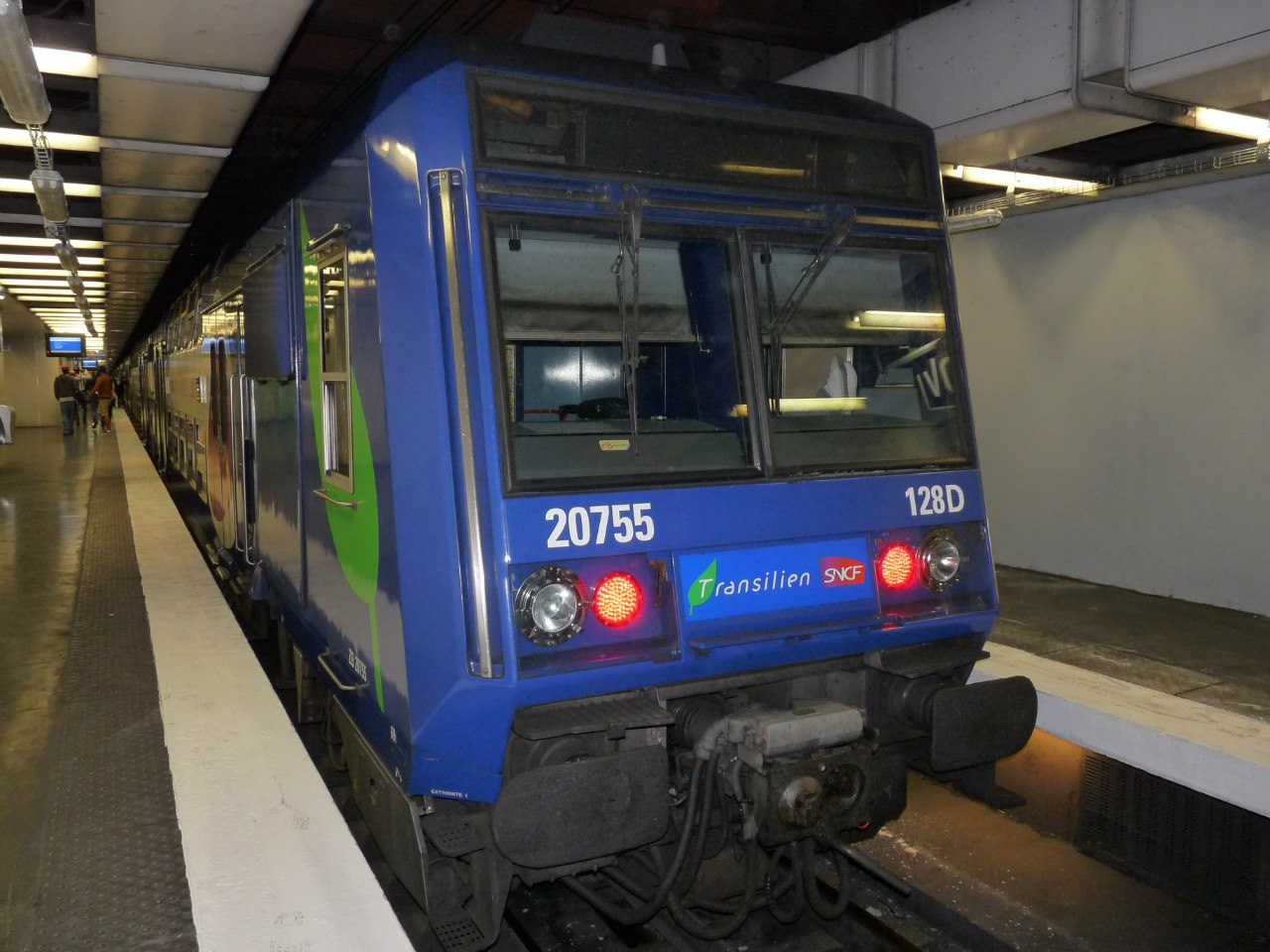
Zug des RER D (Baureihe Z 20500) auf dem Gleis 4Z

Die unterirdische Bahnhofshalle liegt auf der Ebene −5, sie ist 325 m lang, 80 m breit und weist sieben Gleise an vier Bahnsteigen auf. Darüber befindet sich auf der Ebene −4 das Verteilergeschoss, von dem aus, zum Teil über Fahrsteige, die Stationen der Métro erreicht werden können.
Anders als die Métro verkehren die Züge des RER im Linksverkehr. Die Bezeichnungen für die Gleise lauten von Ost nach West 1A, 1B, 3, Z, 4, 2B, 2A, die der Bahnsteige 1, 3, 4, 2. Die Bahnsteige 1 und 2 werden im Richtungsbetrieb angefahren, dort kann zwischen den Linien A und B auf derselben Ebene umgestiegen werden. Die Züge der Linie D hielten bis 2013 auf den Gleisen 3 und 4 an den Außenkanten der mittleren Bahnsteige 3 und 4. Zwischen jenen liegt das Gleis Z, das zunächst zum Wenden von Zügen der Linie D (z. B. auch von 2008 bis 2013) genutzt wurde. Mittlerweile wird es als Gleis 4Z im Regelverkehr dieser Linie in Süd-Nord-Richtung mit dem Vorteil des schnelleren Fahrgastwechsels („Spanische Lösung“) angefahren. In der Gegenrichtung halten die D-Züge weiter auf dem Gleis 3.

## Fahrgastaufkommen
Im Jahr 2009 nutzten rund 750.000 Fahrgäste pro Tag den Umsteigekomplex, davon 493.000 für die Linien des RER. Dies macht ihn zu einem der bedeutendsten Umsteigebahnhöfe der Welt.

## Zukunft
Das für Touristen und Pariser gleichermaßen verwirrende und unübersichtliche Gewirr des Bahnhofskomplexes sorgt schon seit seiner Errichtung für Diskussionsstoff. Durch den Neubau von Rolltreppen und die Verbesserung der Beleuchtung soll hier kurzfristig Abhilfe geschaffen werden. Der zukünftige Ausgang Sainte-Honoré soll einen direkten Zugang zu den RER-Zügen von der Rue des Halles und der Rue de Rivoli aus ermöglichen.